# Almannaskarðsgöng

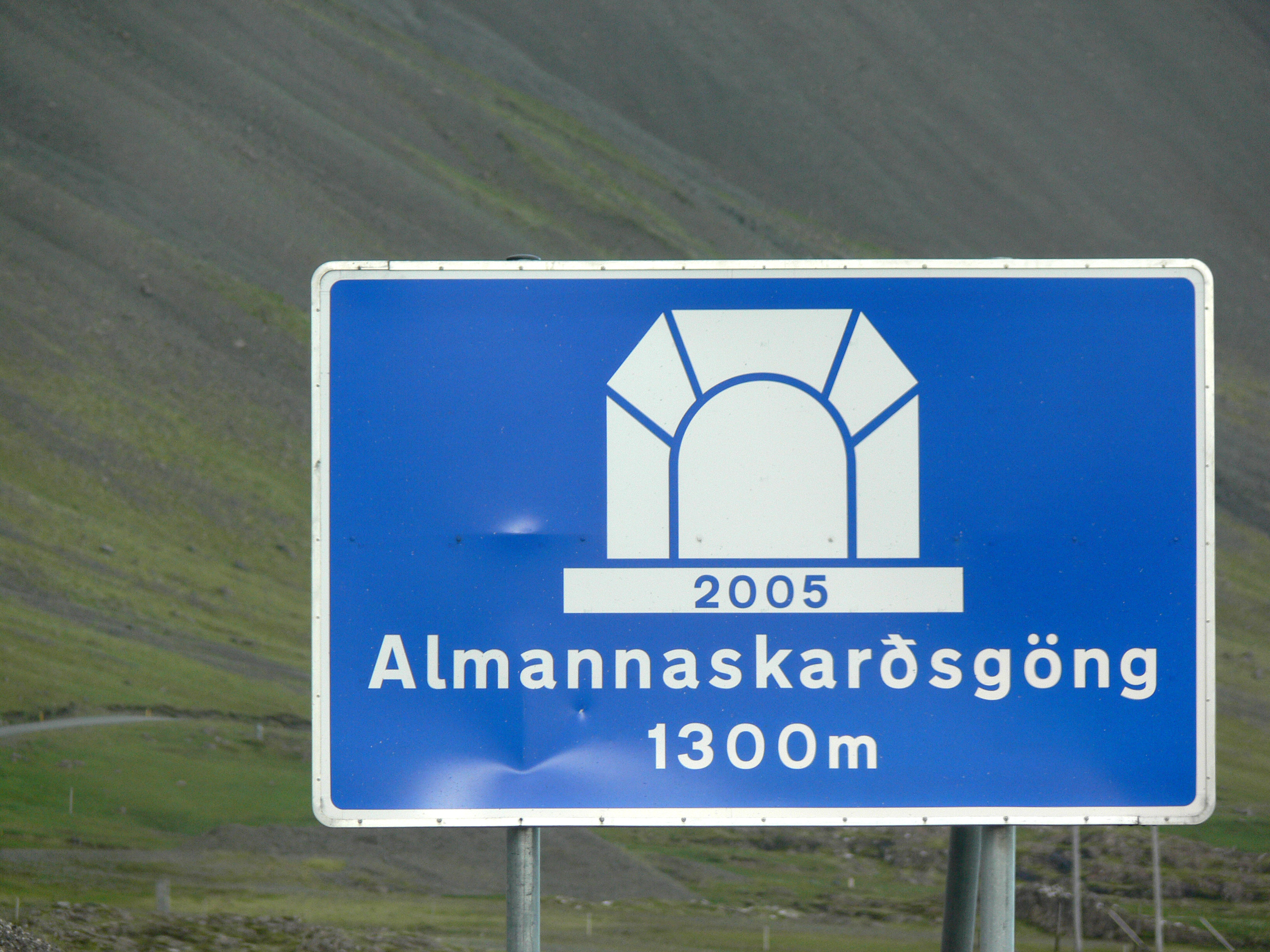
Senyalització del túnel

Almannaskarðsgöng és un túnel a la Ruta 1, prop de Höfn (Hornafjörður) en Austurland a l'est d'Islàndia. El túnel mesura exactament 1.312 metres de longitud, encara que el senyal que es troba a l'entrada arrodoneix la llargada a 1.300 metres. Va ser inaugurat el 24 de juny de 2005.
Durant l'hivern la carretera havia de ser tancada a causa de la gran quantitat de neu que s'hi acumulava regularment, bloquejant el trànsit en tots dos sentits en aquesta part de l'est d'Islàndia. Això i el fet de ser considerat com el punt més perillós de la carretera van fer que es comencés la perforació del túnel al març de 2004, completant-se a l'octubre del mateix any. El túnel discorre per 1.150 metres de roca sòlida i uns 162 metres de formigó. El camí és de dos carrils d'ample, encara que hi ha espai al túnel per al tràfic d'emergència. L'entrada del túnel sud està situat a 39 metres sobre el nivell del mar, mentre que l'entrada nord del túnel es troba a 82 metres, de manera que el pendent del túnel de 4,6%.
Actualment, el camí que porta a l'antic pas de muntanya està tancat. Encara s'hi pot accedir des del costat oriental a un replà, on hi ha un petit estacionament per a vehicles, des del qual hi ha una bona vista del sud del Vatnajökull.